# Malév Hungarian Airlines
Malév Hungarian Airlines (tiếng Hungary: Magyar Légiközlekedési Vállalat), viết tắt Malév) là hãng hàng không quốc gia của Hungary, có trụ sở chính tại Nhà Lurdy ở Budapest. Với hoạt động chính tại Sân bay quốc tế Budapest Ferihegy, nó là hãng hàng không chính của Hungary, bay đến 50 thành phố ở 34 quốc gia trên toàn thế giới. Malév đã được một thành viên của liên minh OneWorld, đã gia nhập ngày 29 tháng 3 năm 2007. Ngày 03 tháng hai 2012, Malév ngừng bay và ngày 14 tháng 2 năm 2012 đã tuyên bố phá sản và nhận lệnh thanh lý của Tòa án thành phố của Budapest.